# Наипюсуф
Наипюсуф (на турски: Naipyusuf) е село в околия Хавса, вилает Одрин, Турция.

## География
Селото е разположено на 36 км от Одрин.

## История
След 1912 година в селото се заселват помаци от загубените владения на Османската империя на балканския полуостров.

## Население
- 1997 – 794
- 2000 – 745

Населението се състои предимно от българи - мюсюлмани (помаци), преселници от Ловешкото село Извор от 1893 година.